# Demmin
Demmin är en stad i det tyska förbundslandet Mecklenburg-Vorpommern. Staden har omkring 10 000 invånare. Fram till den 4 september 2011 var Demmin huvudort i distriktet Demmin.

## Geografi
Demmin ligger i distriktet Mecklenburgische Seenplatte. Åar Trebel  och Tollense mynnar ut i floden Peene vid staden.
I dag har staden nio ortsdelar:
| - Demmin - Dreven - Drönnewitz | - Lindenfelde - Randow - Seedorf | - Waldberg - Woldeforst - Wotenick |

## Historia

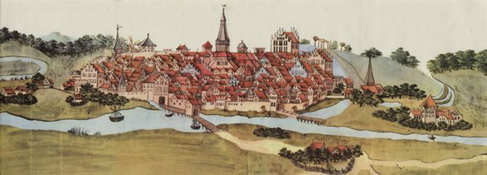
sett 1611

### Medeltiden
Demmin, som under medeltiden kallades Timin, Demmyn och Dammyn, omnämnes först 1070. Redan i 12:e århundradet hade det murar. Det förstördes 1164 av Henrik Lejonet och intogs 1211 av Valdemar Sejr, men gjorde sig åter fritt 1227 och ingick i Hansan 1283.

### Trettioåriga kriget och svenska tiden
Demmin intogs 14 februari 1631 av Gustav II Adolf, och dess befästningar förstärktes sedan enligt av Traytorrens uppgjord plan. 1637 utrymdes Demmin av svenskarna, men återtogs av Banér 1638. Därefter fullföljdes förstärkningsarbetena, från 1647 efter ett av Mardefelt med Dahlberghs hjälp utarbetat förslag, varvid slottet Demmin, som låg söder om staden invid floden, indrogs i befästningen.

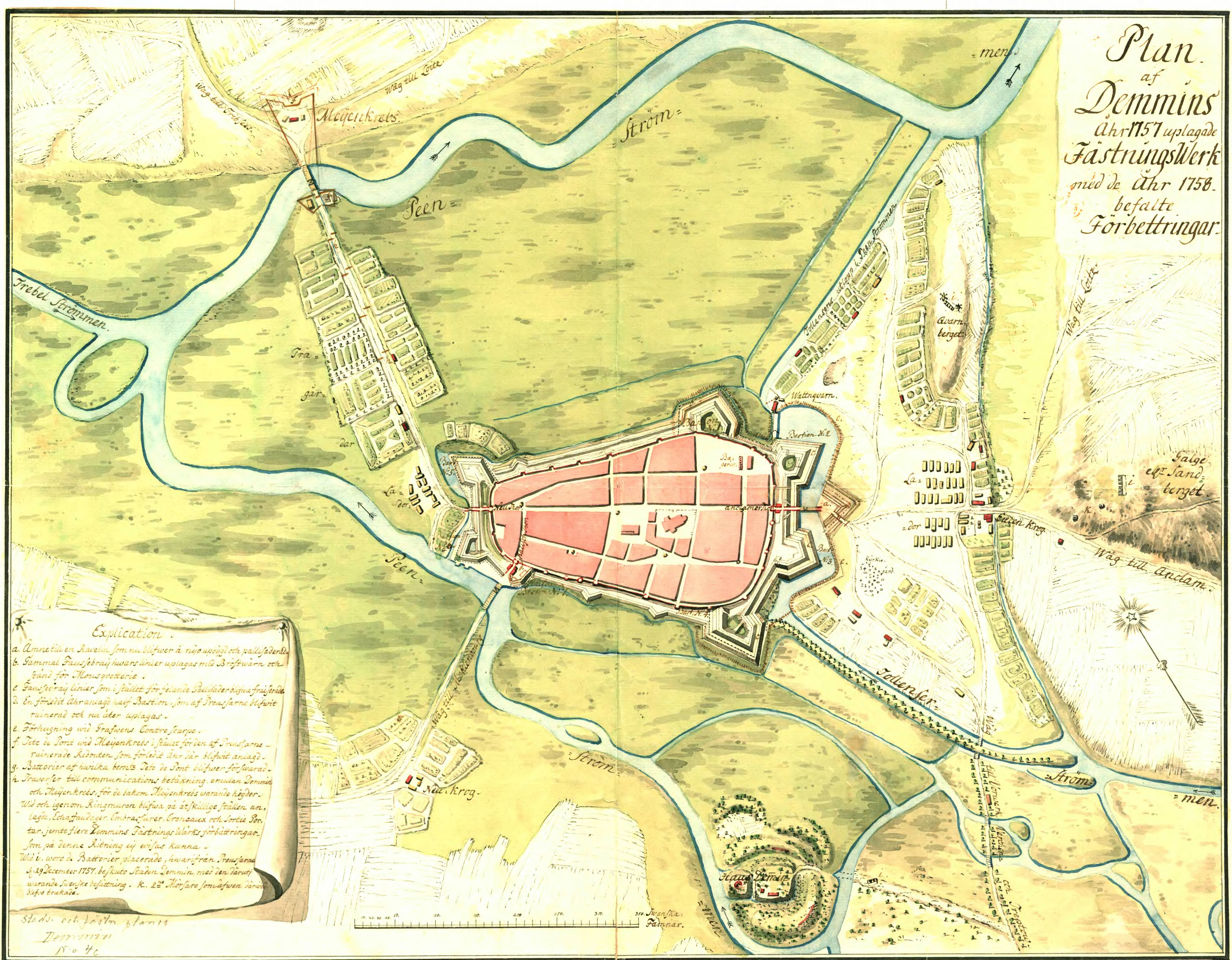
Demmin 1758

11 november 1659 intogs staden av brandenburgarna, efter att ha belägrats sedan 15 oktober, men återlämnades till Sverige vid fredsslutet 1660. I augusti 1676 började den belägras av de allierade och gav sig 30 september, men återgick efter freden 1679 ånyo till Sverige. Fästningsverken fick sedan förfalla, och först sedan Dahlbergh, som ansåg Demmin vara nyckeln till Pommern vid anfall västerifrån, anfört klagomål häröver, utfördes några iståndsättningsarbeten.
Demmin erövrades dock av preussarna 1715 efter en kortare belägring och avträddes till dem 1720. Under sjuåriga kriget (1756–1763) besattes Demmin och den i nordväst liggande Meijenkrebsskansen flera gånger av svenskarna, som där 1761 låg i läger någon tid.
3 april 1807 överrumplades staden av svenskarna och började av dem förstärkas, men måste åter utrymmas den 17 samma månad. Fästningsverken är nu sedan länge slopade.

### Befolkningsutveckling
Befolkningsutveckling  i Demmin
Källa:,,

## Vänorter
Demmin har följande vänorter:
- Bad Bevensen i Tyskland
- Lünen i Tyskland
- Porta Westfalica i Tyskland
- Bobolice i Polen

## Historiska minnesmärken
- Bartolomaeikyrkan
- slottet Demmin